# Brlekovo
Brlekovo is een plaats in de gemeente Konjščina in de Kroatische provincie Krapina-Zagorje. De plaats telt 58 inwoners (2001).